# Fryderyk dla realizatora dźwięku roku
Fryderyk dla realizatora dźwięku roku – polska nagroda muzyczna Fryderyk, przyznawana corocznie w latach 1995 i 1998–2002 w sekcji muzyki rozrywkowej w kategorii realizator dźwięku roku. Honorowała realizatorów dźwięku za całokształt działalności w danym roku. Fryderyki są przyznawane od 1995 przez Związek Producentów Audio-Video (ZPAV) za osiągnięcia w rodzimym przemyśle muzycznym. Od 2000 za wyłanianie nominowanych, a następnie laureatów odpowiedzialna jest powołana przez ZPAV Akademia Fonograficzna.
Kategoria została wprowadzona podczas pierwszej edycji, Fryderyków 1994, pod nazwą najlepszy realizator dźwięku. W edycjach 1995 i 1996 nie istniała, przy czym w pierwszej z nich realizatorzy dźwięku byli nagradzani wraz z producentami muzycznymi w kategorii producent / realizator roku. Powróciła w edycji 1997 pod nazwą realizator dźwięku roku. Została wycofana w edycji 2002. Do edycji 2012 realizatorzy dźwięku byli honorowani w kategorii produkcja muzyczna roku za pracę nad konkretnym albumem lub utworem.
Adam Toczko i Leszek Kamiński byli nominowani w każdej z sześciu edycji, gdy kategoria istniała. Kamiński wygrał 5 razy, zaś Toczko raz.

## Laureaci i nominowani
| Rok  | Laureat         | Pozostałe nominacje                                                        | Źr.   |
| ---- | --------------- | -------------------------------------------------------------------------- | ----- |
| 1994 | Leszek Kamiński | - Adam Toczko - Jarosław Regulski - Rafał Paczkowski - Wojciech Przybylski | [ 2 ] |
| 1997 | Leszek Kamiński | - Adam Toczko - Andrzej Karp - Michał Przytuła - Tomasz Bonarowski         | [ 3 ] |
| 1998 | Adam Toczko     | - Andrzej Karp - Leszek Kamiński - Michał Przytuła - Tomasz Bonarowski     | [ 4 ] |
| 1999 | Leszek Kamiński | - Adam Toczko - Andrzej Karp - Michał Przytuła - Tomasz Bonarowski         | [ 5 ] |
| 2000 | Leszek Kamiński | - Adam Toczko - Michał Przytuła - Tomasz Bonarowski - Tadeusz Mieczkowski  | [ 6 ] |
| 2001 | Leszek Kamiński | - Adam Toczko - Andrzej Smolik - Michał Przytuła - Rafał Paczkowski        | [ 7 ] |

## Statystyki
| Liczba | Osoba/zespół    | Lata                         |
| ------ | --------------- | ---------------------------- |
| 5      | Leszek Kamiński | 1994, 1997, 1999, 2000, 2001 |

| Liczba | Osoba/zespół      | Lata                               |
| ------ | ----------------- | ---------------------------------- |
| 6      | Adam Toczko       | 1994, 1997, 1998, 1999, 2000, 2001 |
| 6      | Leszek Kamiński   | 1994, 1997, 1998, 1999, 2000, 2001 |
| 5      | Michał Przytuła   | 1997, 1998, 1999, 2000, 2001       |
| 4      | Tomasz Bonarowski | 1997, 1998, 1999, 2000             |
| 3      | Andrzej Karp      | 1997, 1998, 1999                   |